# Case romane del Celio
Con la definizione Case romane del Celio si intendono i resti di un complesso residenziale romano sottostante la Basilica dei Santi Giovanni e Paolo, a Roma, nel rione Celio.

## Storia
Gli ambienti romani furono riportati alla luce alla fine dell'Ottocento dall'allora rettore della basilica, Padre Germano di S. Stanislao, scavando oltre la piccola cella che costituiva il martyrium (il luogo della deposizione e delle reliquie) dei martiri titolari della basilica.
Vennero così riscoperti e lentamente scavati oltre 20 ambienti, dei quali 13 affrescati.
Si riconosce ora, nel costruito, la stratificazione di diverse epoche ed usi. Originariamente l'immobile era costituito da due insulae popolari, la prima databile al 111, con un balneum al pianterreno e abitazioni al piano superiore, l'altra del secolo successivo con botteghe al piano terreno, le cui tracce restano negli archi oggi tamponati che segnano il fianco della basilica lungo il Clivo di Scauro, e abitazioni ai piani superiori, di cui restano tracce di due piani di finestre.
I due edifici e le loro pertinenze (in particolare il cortile trasformato in ninfeo) furono riuniti nel III secolo in un'unica proprietà e trasformati in una vera e propria domus, con ambienti lussuosamente affrescati.
Successivamente, nel IV secolo, il complesso divenne proprietà della famiglia del senatore Byzas che vi istituì un titulus cristiano (Titulus Byzanti), poi attribuito al figlio Pammachio (Titulus Pammachii).
Nei secoli successivi, con la fondazione nel V secolo della basilica superiore, gli ambienti romani vennero in gran parte obliterati, in parte interrati e in parte utilizzati per le strutture di fondazione degli ambienti basilicali, fino al recupero novecentesco.

## Gli affreschi e l'Antiquarium
Gli affreschi denotano tempi diversi di realizzazione e intenzioni iconografiche diverse. I più noti sono la grande scena con divinità marine del ninfeo, la cosiddetta Aula dell'orante (che si presume pertinente all'uso cristiano della casa), e quelli della Confessio (l'ambiente che custodiva le tombe o le reliquie dei martiri titolari).
Il lungo restauro si è concluso con un interessante allestimento museale, che espone e descrive appropriatamente, oltre agli ambienti ripristinati, materiali ritrovati in loco.

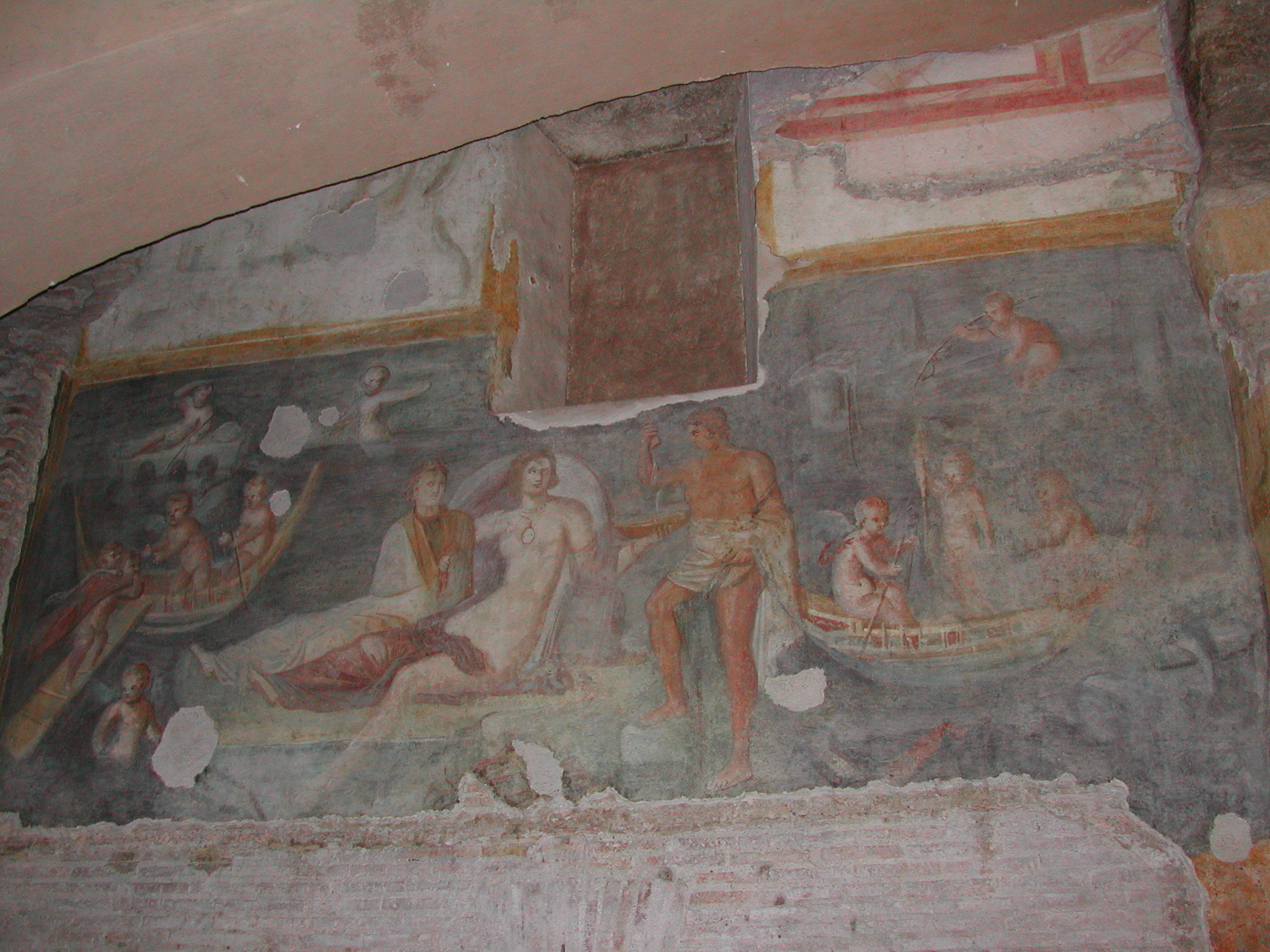
L'affresco di scena marina nel ninfeo.
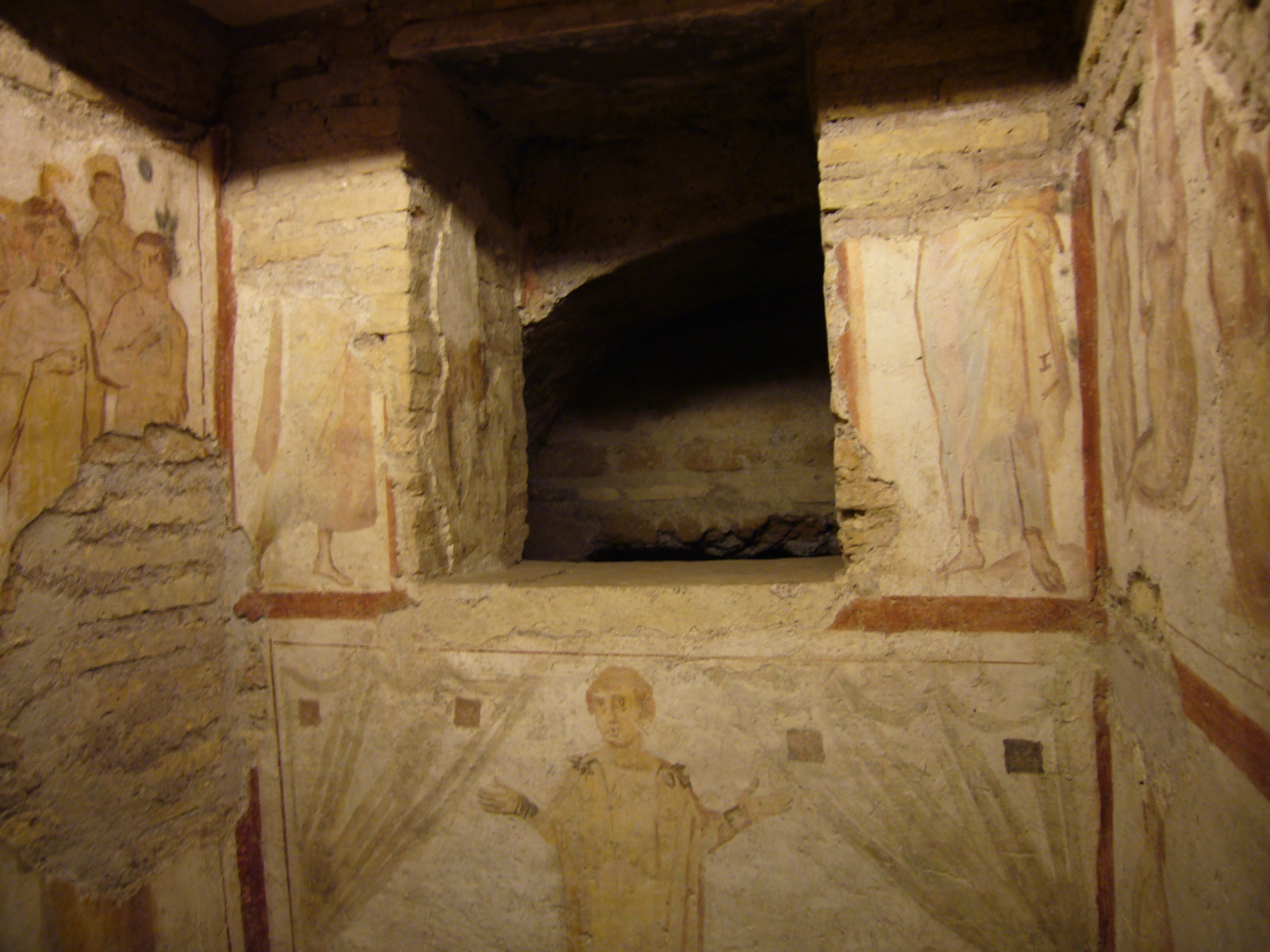
La fenestella confessionis.
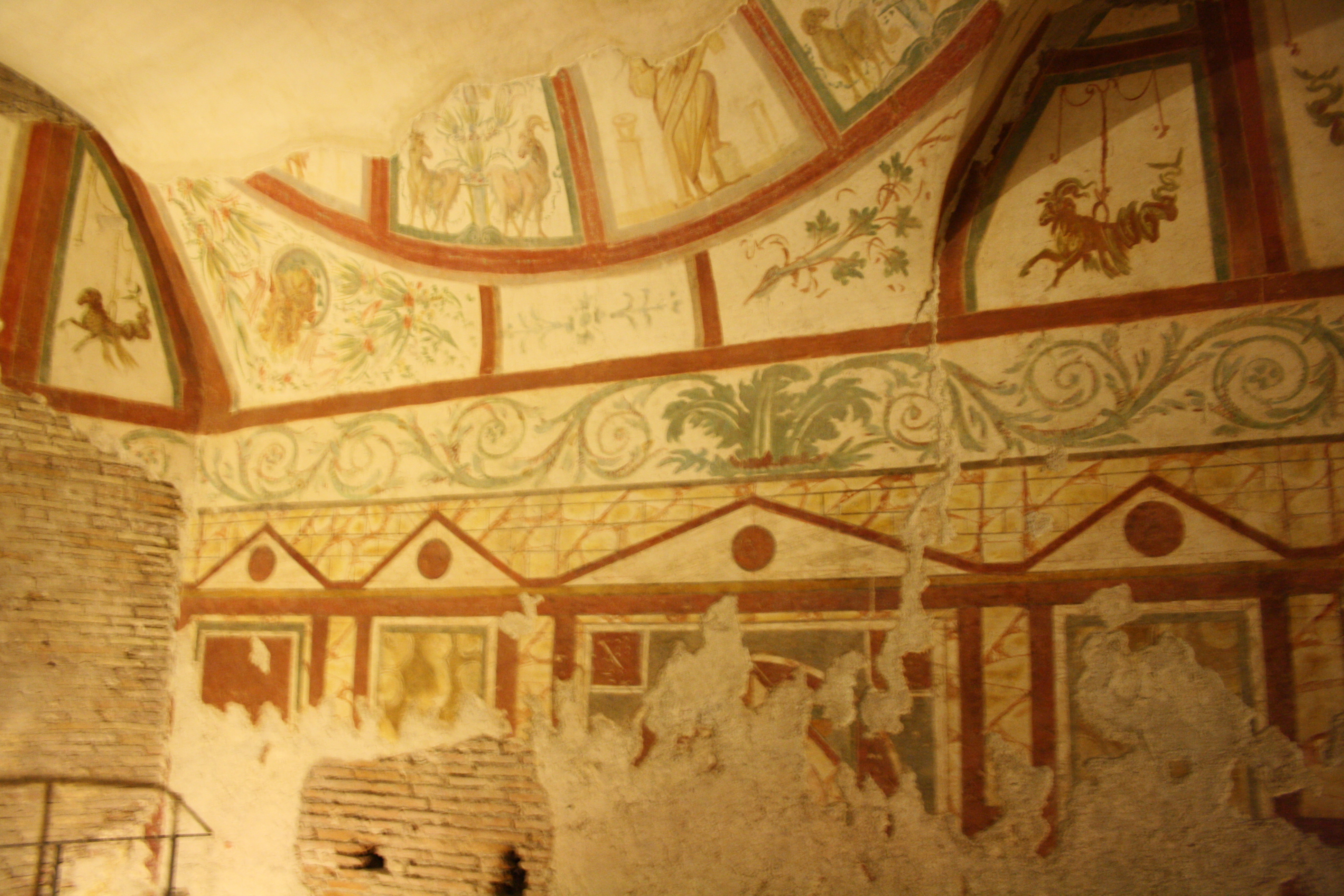
Affreschi interni ad una delle abitazioni.
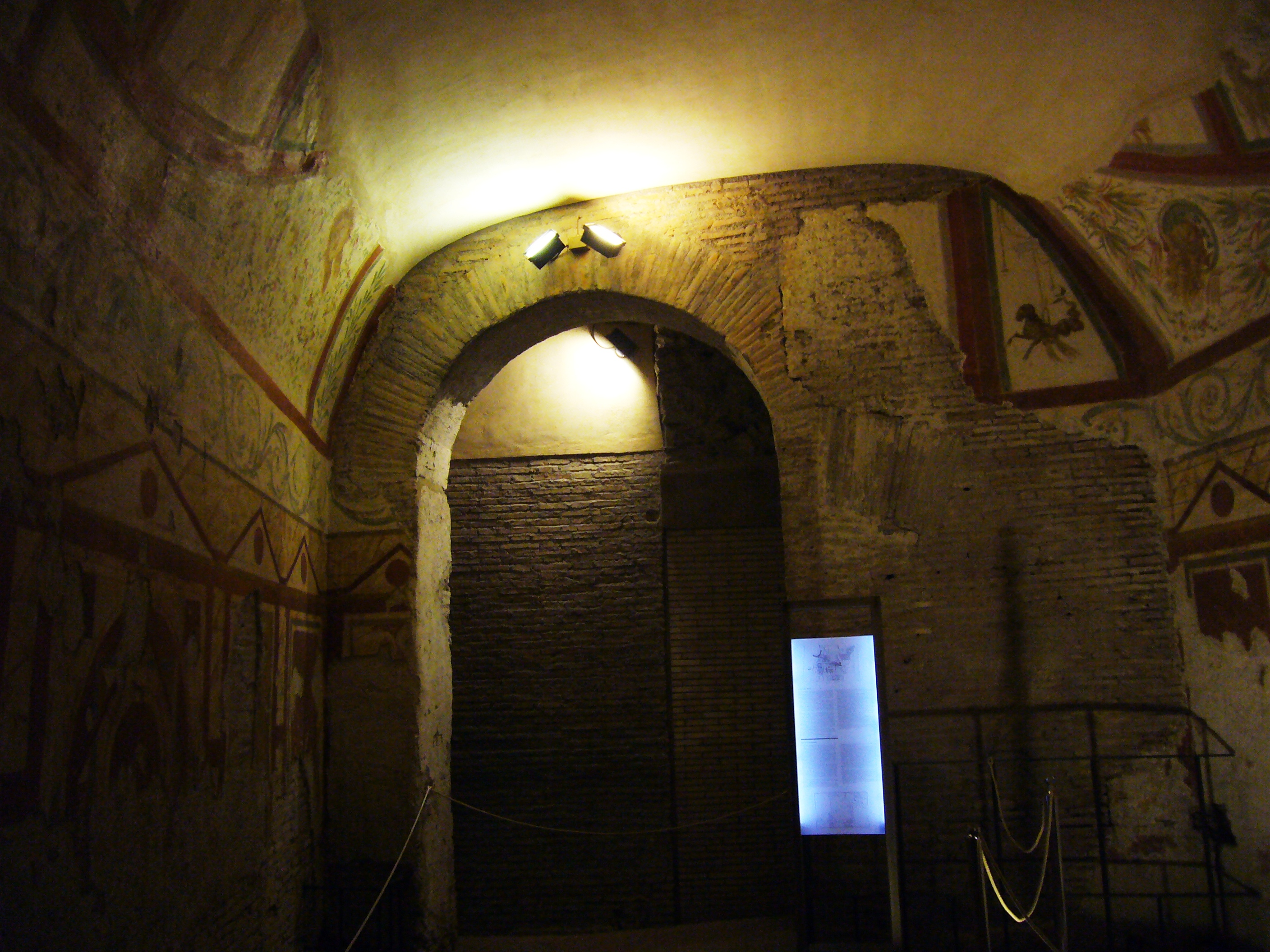
Interno di un'abitazione romana.